# 長寧軍
长宁军，中国宋朝的行政区划——军。
长宁军本羁縻州。北宋政和四年（1114年），建长宁军。以武宁砦（今四川省珙县西）为倚郭县。宣和二年（1120年），废武宁县为武宁堡。四年（1122年），复为武宁砦。领砦堡六：梅洞砦、清平砦、武宁砦、宁远砦、安夷砦、石笋堡。南宋嘉定四年（1211年），升安夷砦为安宁县（今四川省长宁县）。元朝改为长宁州。